# فرودگاه نانتاکت مموریال
فرودگاه نانتاکت مموریال (به انگلیسی: Nantucket Memorial Airport) یک فرودگاه همگانی بهره‌برداری هوایی با کد یاتا ACK است که یک باند فرود آسفالت دارد و طول باند آن ۱۹۲۱ متر است. این فرودگاه در شهر نانتاکت کشور ایالات متحده آمریکا قرار دارد و در ارتفاع ۱۵ متری از سطح دریا واقع شده‌است.

## شرکت‌های هواپیمایی و مقصدهای پروازی
| شرکت‌های هواپیمایی | مقصدهای پروازی                                             |
| ----------------- | ---------------------------------------------------------- |
| امریکن ایگل       | فصلی: لاگواردیا، ملی رونالد ریگان واشینگتن                 |
| کیپ ایر           | لوگان، شهری بارنستبل، مارتاز وینیرد, فصلی: شهرستان وستچستر |
| دلتا کانکشن       | فصلی: جان اف کندی، لاگواردیا                               |
| جت‌بلو             | فصلی: لوگان، جان اف کندی، ملی رونالد ریگان واشینگتن        |
| کیپ ایر           | شهری بارنستبل، منطقه‌ای نیو بدفورد                          |
| Rectrix Shuttle   | شهری بارنستبل                                              |
| Reliant Air       | چارتر فصلی: شهری دنبری، شهرستان وستچستر                    |
| تریدویند اوییشن   | چارتر فصلی: تیتربورو، شهرستان وستچستر                      |
| یونایتد اکسپرس    | فصلی: لیبرتی نیوآرک                                        |

Up through the 1990s, a variety of other carriers served the airport, some of which used هواپیمای مسافربریs as large as مک‌دانل داگلاس دی‌سی-۹s. These included such major carriers as امریکن ایرلاینز and کنتیننتال ایرلاینز. Business Express, a دلتا ایرلاینز' Connection air carrier, also operated seasonal jet flights into Nantucket utilizing British Aerospace بی‌ای‌ئی ۱۴۶ aircraft. Up until 1989, Provincetown-Boston Airlines served Nantucket, using داگلاس دی‌سی-۳ aircraft. The airport is currently home to a variety of هوانوردی عمومی aircraft, ranging from Piper J-3 Cubs to بوئینگ بیزینس جتs in the summer months. Former معاون رئیس‌جمهور ایالات متحده آمریکا جو بایدن visited the island for seven thanksgivings during his eight year term, bringing with him his بوئینگ ۷۵۷ Air Force Two transport as well as his بوئینگ سی-۱۷ گلوبمستر ۳. His 757 currently the largest aircraft ever to land and takeoff from Nantucket. The largest regularly scheduled passenger service airliner was the مک‌دانل داگلاس دی‌سی-۹, اجرا توسط Continental Express. Currently it is JetBlue's Embraer 190. Prior to the American Airlines/US Airways merger, American Airlines did not operate to Nantucket. However, they now operate the American Eagle Embraer 175.

### Cape Air and Nantucket Airlines
It is important to note that Cape Air acquired Nantucket Airlines and now operates the aircraft as Cape Air flights, though keeping their original Nantucket Airlines paint scheme. Anywhere in this article that mentions Nantucket Airlines is referring to Cape Air flights. Nantucket Airlines also operated the سسنا ۴۰۲ aircraft.